# Zlot
Zlot (em cirílico:Злот) é uma vila da Sérvia localizada no município de Bor, pertencente ao distrito de Bor, na região de Timočka Krajina. A sua população era de 3445 habitantes segundo o censo de 2009.

## Demografia
| 1948  | 1953  | 1961  | 1971  | 1981  | 1991  | 2002  |
| ----- | ----- | ----- | ----- | ----- | ----- | ----- |
| 5 465 | 5 661 | 5 538 | 5 233 | 4 918 | 4 280 | 3 757 |